# Hinrichtung von Oleksandr Mazijewskyj

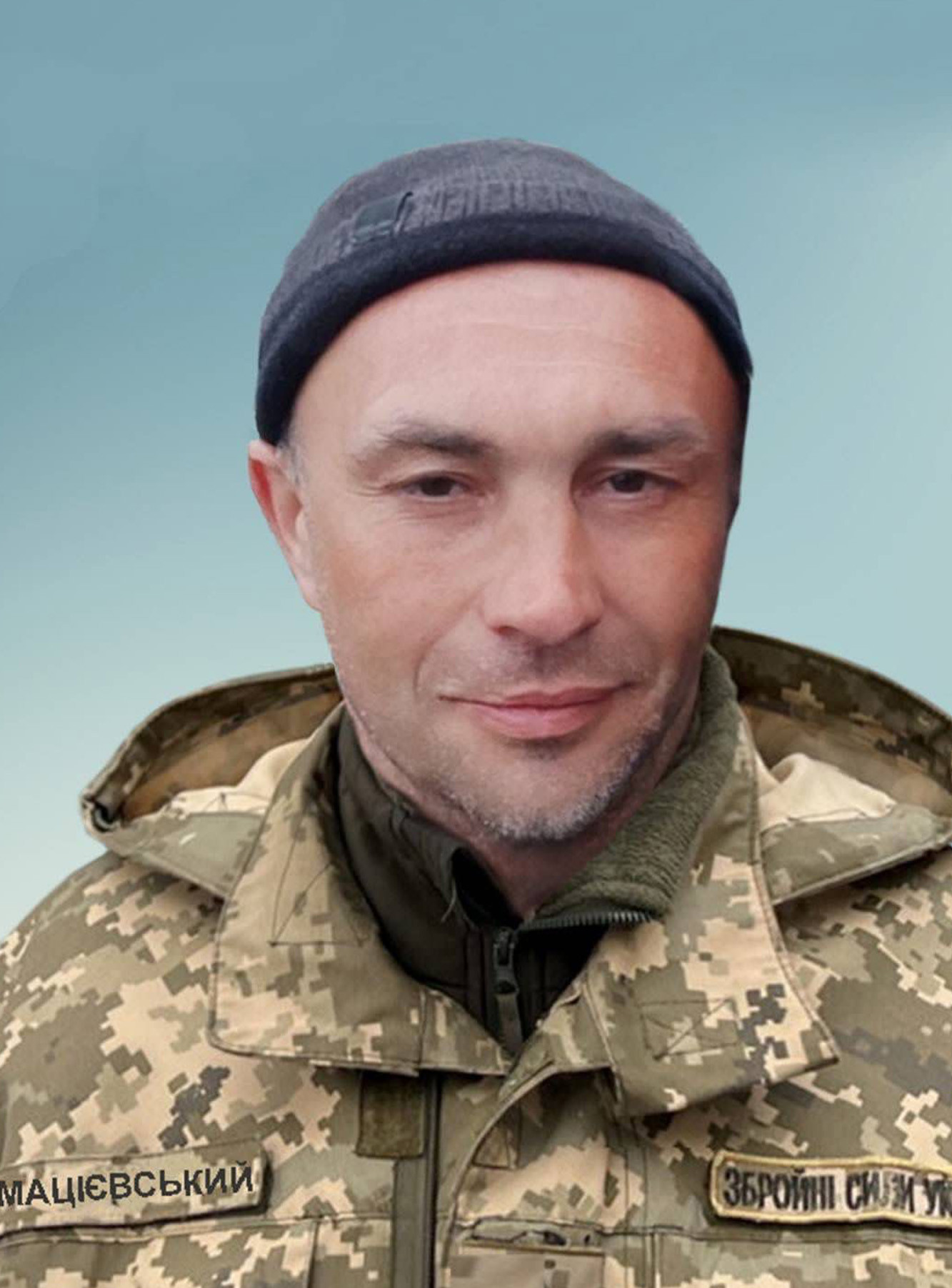
Oleksandr Mazijewskyj

Bei der Hinrichtung von Oleksandr Mazijewskyj handelt es sich um ein Kriegsverbrechen im Rahmen des Überfalls Russlands auf die Ukraine und einen Verstoß gegen die Genfer Konventionen. Eine Aufnahme der Hinrichtung, die am 30. Dezember 2022 stattgefunden haben soll, sorgte international für Entsetzen und dokumentiert zugleich das rechtswidrige Vorgehen der russischen Streitkräfte oder Söldnertruppen in den umkämpften Gebieten der Ukraine.

## Aufnahme der Hinrichtung
Seit März 2023 kursiert im Internet eine lediglich zwölf Sekunden dauernde Aufnahme, die einen unbewaffneten und sich ergebenden Soldaten in ukrainischer Tarnuniform zeigt. Er steht in einem flachen Schützengraben und raucht währenddessen eine Zigarette. Als er auf Ukrainisch den militärischen Gruß der ukrainischen Streitkräfte „Slawa Ukrajini“ (deutsch „Ruhm der Ukraine“) ausspricht, sind Salven automatischer Schusswaffen aus mehreren Richtungen zu hören. Daraufhin ist deutlich zu sehen, wie der Soldat mehrmals schwer von Geschossen am Kopf getroffen wird und in Folge der massiven Schusseinwirkung leblos zusammenbricht. Im Hintergrund sind über die ganze Aufnahme hinweg Personen zu hören, die auf Russisch sprechen. Die Aufnahme endet mit dem russischsprachigen Ausspruch „Sdochnuj, suka!“ (deutsch „Verrecke, Schlampe!“).

## Identität des Opfers
Recherchen zufolge soll die Hinrichtung am 30. Dezember 2022 stattgefunden haben. Nach Bekanntwerden der Aufnahme wurden zahlreiche Vermutungen über den hingerichteten Soldaten geäußert. Vertreter der ukrainischen Behörden machten den Soldaten zunächst als Tymofij Mykolajowytsch Schadura (ukrainisch Тимофій Миколайович Шадура) aus, ein am 7. Januar 1982 geborenes Mitglied der Fürst-Kostjantyn-Ostroskyj-Brigade, der jedoch erst seit dem 3. Februar 2023 während der Schlacht um Bachmut als vermisst gemeldet wurde.
Wenig später kamen Zweifel an dieser Identifizierung auf, woraufhin die ukrainischen Behörden neue Ermittlungen anstellten und den Soldaten auf der Aufnahme als Oleksandr Ihorowytsch Mazijewskyj (ukrainisch Олександр Ігорович Мацієвський, rumänisch Alexandr Ihor Mațievschii) identifizierten, einen am 10. Mai 1980 im moldawischen Kischinau geborenen Scharfschützen des ukrainischen Heeres, der seit 2008 in der Ukraine lebte und beider Länder Staatsbürgerschaften besaß.
Tatsächlich war Mazijewskyj um den 30. Dezember 2022 herum als vermisst gemeldet worden. Nach der Übergabe seines Leichnams durch die russischen Streitkräfte am 14. Februar 2023 war er in seiner Wahlheimatstadt Nischyn bestattet worden.

## Reaktionen und Ehrungen
Bereits am 6. März 2023 forderte der ukrainische Präsident Wolodymyr Selenskyj die Identifizierung der mutmaßlichen Täter und verurteilte die Hinrichtung scharf. Ob es sich dabei um unmittelbare Angehörige der russischen Streitkräfte handelt oder für Russland kämpfende Söldner, ist bisher ungeklärt. Andrij Kostin, der Generalstaatsanwalt der Ukraine, kündigte die Eröffnung eines Strafverfahrens wegen Verstößen gegen Kriegsgesetze an und fügte hinzu: „Selbst der Krieg hat seine eigenen Gesetze. […] Es gibt Regeln des Völkerrechts, die vom russischen kriminellen Regime systematisch ignoriert werden. Aber früher oder später wird es Bestrafung geben.“
Der ukrainische Außenminister Dmytro Kuleba forderte eine sofortige Untersuchung durch den Internationalen Strafgerichtshof in Den Haag und betonte, es sei unerlässlich, dass dessen Chefankläger Karim Khan dabei ermittle. Laut Kuleba sei die Aufnahme der Hinrichtung ein weiterer Beweis für den genozidalen Charakter des Krieges. Dmytro Lubinez, der Beauftragte des ukrainischen Parlaments für Menschenrechte, betonte, dass das Ziel der Ukraine sowie der gesamten demokratischen Welt darin bestehe, Russland vor Gericht zu bringen.
Vertreter Russlands haben die Hinrichtung nicht öffentlich verurteilt und leugneten bislang jegliche Kriegsverbrechen. Die Tat wurde in russischen sozialen Medien hingegen heroisiert und das Opfer verunglimpft.
Nach der Klärung der Identität des Soldaten verlieh Selenskyj dem Opfer Mazijewskyj posthum den Titel Held der Ukraine. Der Soldat sei „ein Mann, an den man sich für immer erinnern“ werde. Im April 2023 wurde eine Straße in Mazijewskyjs Heimatstadt Nischyn zu seinen Ehren umbenannt. Im November 2023 wurde ebenfalls in Nischyn eine Statue von ihm enthüllt.